# Tlaxcaltec

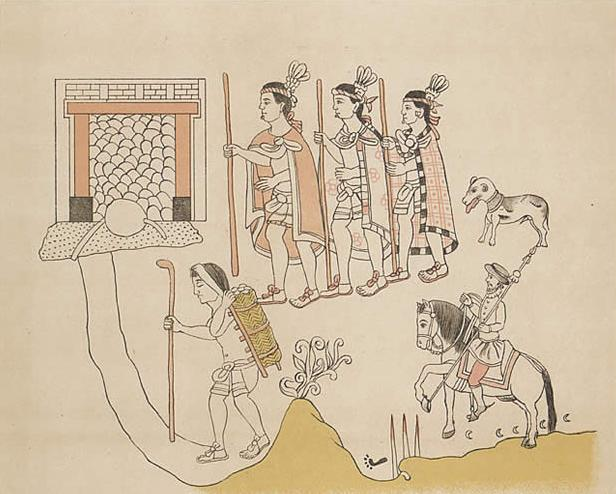
Bild från Lienzo de Tlaxcala ("Tlaxcalas historia") av Diego Muñoz Camargo (1529–1599).

Tlaxcaltec eller tlaxcalan är ett indianfolk av nahuahärstamning i Mexiko som utgjorde och bebodde den förcolumbianska staden och staten Tlaxcala. Det finns idag fortfarande både en stad och en delstat med samma namn i Mexiko.

## Historia
När Hernan Cortes och hans spanska conquistadorer besegrade aztekerna vid Slaget vid Otumba (1520) och vid erövringen av Tenochtitlán (1521) var tlaxcalanerna en viktig allierad kraft. De hjälpte bland annat Cortes styrkor att inta Valle de México (Mexikodalen).
Innan tlaxcalanerna och conquistadorerna allierade sig med varandra så utkämpade de även ett slag mot varandra. Conquistadoren Bernal Díaz del Castillo, som stred bredvid Cortes, beskriver i sitt verk Historia verdadera de la conquista de la Nueva España att det var en överraskande tuff strid och att spanjorerna förmodligen inte hade överlevt om inte Xicotencatl I och Maxixcatl hade övertygat deras ledare Xicotencatl II om att istället alliera sig med de nyanlända främlingarna mot aztekerna.